# خط لوله حبشان فجیره
خط لوله حبشان فجیره (به عربی: خط حبشان الفجیرة)، (به انگلیسی: Habshan–Fujairah oil pipeline) این خط لوله نفت از چاه نفت حبشان در امارت ابوظبی در شمال امارات متحده عربی شروع می‌شود و از مسیر راه شنی شهرک سویحان می‌گذرد و پس طی صدها کیلومتر از فراز سلسله کوه‌های حجر به مینای فجیره که در بندر شهر فجیره که در کرانهٔ دریای عمان واقع است می‌رسد.

## طول خط لوله
طول این خط لوله ۳۷۰ کیلومتر است از ابتداء چاه نفت حبشان تا بندر ساحلی فجیره در ساحل دریای عمان و سپس اقیانوس هند، خط لوله نفت می‌تواند در صورت لزوم تا سه چهارم صادرات نفتی امارات متحده عربی را به بازارهای مصرف منتقل کند.
امارات متحده عربی در واکنش به تهدیدهای ایران در مورد بستن تنگه هرمز، عملیات ساختمانی این خط لوله و ترمینال صادراتی آن را در امارت فجیره، که مدت‌ها به تأخیر افتاده بود، به سرعت به مراحل تکمیلی رساند. گروه آب‌ب طراحی یک سیستم الکتریکی برای این خط لوله را بر عهده دارد. این خط لوله نفت در ۱۵ /۷/ ۲۰۱۲ شروع به کار کرده‌است.
هم چنین کشور عربستان سعودی در صدد آن است که خط لوله مشابه به (خط لوله نفت حبشان) ایجاد کند و در نهایت به خط لوله نفت حبشان وصل کند، وظرفیت این خط لوله افزایش دهند، ونفت عربستان نیز از دریای عرب امرارا دهند، بدون اینکه نیازی به تنگه هرمز داشته باشند.
عملیات ساختمانی این خط لوله و ترمینال صادراتی آن را در امارت فجیره، مدتهاست که شروع به کار کرده‌است.